# 全国中小企业股份转让系统
全国中小企业股份转让系统（英語：National Equities Exchange and Quotations，缩写NEEQ），简称股转系统，俗称新三板，是经中华人民共和国国务院批准设立的第三家全国性证券交易场所。股转公司通过股转系统向非上市股份公司及“两网”市场、原沪深证券交易所退市公司的股份提供公开转让、融资、并购等相关服务，通过股转系统挂牌交易的公司接受全国股转公司的监管。
2021年9月，中共中央总书记、国家主席习近平宣布創立北京证券交易所。新成立的北京交易所建立在全国中小企业股份转让系统精选层的基礎上。目前，北交所仍为股转系统的一部分，由新三板精选层挂牌公司平移产生，而未来北京证券交易所上市公司，将由创新层公司产生。預計將會專注於服務、貿易、創新型中小企業的投資。

## 交易规则

### 两网及退市公司板
- 交易门槛：50万元（2022年4月29日起，开通权限需满2年以上交易经验，20个交易日日均账户内证券类资产，不满足权限要求的投资者，只限交易投资者原来持有公司的股票。2022年4月29日前，已开通权限的投资者，不受影响，可交易板块内所有股票。）

- 涨跌幅限制：5%
- 交易方式：收盘集合竞价

### 新三板
- 交易门槛：基础层200万，创新层100万（开通权限前二十交易日日均账户证券类资产）
- 交易时间：周一至周五 09:30-11:30 13:00-15:00（周六周日及法定假日休市）
- 涨跌幅区间：-50% ～ +100%（创新层实行做市交易的股票，无涨跌幅限制）
- 交易方式：集合竞价或做市交易。基础层全天竞价交易5次，创新层全天竞价交易25次，创新层可采用做市交易

## 历史沿革

### 两网市场设立背景
1990年12月5日，全国证券交易自动报价系统（英語：Securities Trading Automated Quotations System，简称STAQ系统）由“证券交易所研究设计联合办公室”（后更名为中国证券市场研究设计中心）设立并开始运行；1993年4月28日，全国电子交易系统（英語：National Electronic Trading System，简称NET系统）由原中国证券交易系统有限公司（后更名中央国债登记结算有限责任公司）设立并开始运营。这两个证券交易网络系统被合称为“两网系统”。
1999年9月9日，因亚洲金融危机，避免证券市场多头管理，STAQ系统与NET系统以“国庆彩排无线电管制”“设备检修”等名义被关闭。

### “老三板”设立背景
2001年6月12日，经证监会批准，中国证券业协会发布《证券公司代办股份转让服务业务试点办法》。
2001年7月16日，第一家股份转让公司挂牌，标志着“证券公司代办股份转让系统”正式启动，俗称“老三板”。证券公司代办股份转让服务业务，是指证券公司以其自有或租用的业务设施，为非上市公司提供的股份转让服务业务。
2013年1月，在全国股转公司成立后，经证监会批准，原证券公司代办股份转让系统，由全国股转公司代为管理，因而“老三板”挂牌公司监管由中国证券业协会改由接受全国股转公司监管，挂牌公司股票在全国中小企业股份转让系统下的两网及退市公司板继续交易。
两网系统设立的目的是为了解决法人股不能直接在沪深市场上流通交易的问题，这个历史遗留问题直到2004年A股推行股权分置改革后，才被真正解决。
“老三板”的设立主要为了解决两个问题：一是解决因“两网系统”关闭后数家公司的法人股流通问题；二是从沪深两市的退市公司股票流通交易问题。但由于该系统挂牌的股票品种少，且多数质量较低，转板到主板难度很大，因而长期被投资者冷落。

### 创立新三板
2003年底，北京市政府与科技部联合向国务院上报《关于中关村科技园区非上市股份有限公司进入证券公司代办股份转让系统进行试点的请示》。2006年1月，中关村园区非上市股份有限公司进入证券公司代办股份转让系统进行股份报价转让试点启动，由于与“老三板”的挂牌主体明显不同，因此被称为“新三板”。同年1月23日，两家中关村高新技术企业：北京世纪瑞尔技术股份有限公司和中科软科技股份有限公司进入“新三板”系统挂牌交易。

### 扩大试点
2012年，证监会宣布扩大非上市股份公司股份转让试点，并与北京市、上海市、天津市、湖北省四地政府分别签署了“新三板”扩大试点合作备忘录。随后北京中关村科技园区、上海张江高科技园区、天津滨海高新技术产业开发区、武汉东湖新技术开发区等四个高新技术园区的企业均可以在“新三板”挂牌报价转让。随后，全国中小企业股份转让系统有限责任公司于9月20日登记注册。截止2012年，挂牌上市新三板的公司数量超过200家。2013年1月16日，全国中小企业股份转让系统公司正式揭牌运营，并开始渐次走向面向其他地区，并变更为“全国中小企业股份转让系统”。

### 设立精选层
2018年7月10日，肖钢在全国政协会议上建议，深化新三板市场改革，让新三板和沪深交易所错位发展，措施可包括设置“公开发行层”，增加新三板的市场发行功能，实施注册制试点，实施严格退市制度，改革市场交易机制，维持合格投资者准入制度等。2018年10月，时任中国证监会主席刘士余表示，将全面深化中国大陆资本市场改革。2019年10月，证监会宣布，全面推进“新三板”改革，设立公开发行股票的“精选层”，并建立新三板和沪深交易所之间的转板机制。
2020年7月27日，首批32家企業在新三板精選層上市。在「精選層」掛牌一定期限，且符合交易所上市條件和相關規定的企業，可以直接轉上海證券交易所和深圳證券交易所上市，並且“精选层”内股票实施连续竞价交易，漲跌幅限制為30%，上市首日不設漲跌幅限制。同时，有7隻中国大陆的公募基金参与了精选层公司上市前战略投资（俗称“打新”），让不符合精选层合格投资者条件的投资者也能参与其中。

### 设立北京证券交易所
2021年9月2日，中共中央总书记、国家主席习近平在中国国际服务贸易交易会上发表讲话，提出进一步深化“新三板”改革，设立北京证券交易所。中国证监会指出，建立北京证券交易所将按照分步实施、循序渐进的原则，严格遵循证券法，总体平移“新三板”精选层各项基础制度，北京证券交易所上市企业由“新三板”创新层挂牌满12个月的企业产生，维持“新三板”基础层、创新层与北京证券交易所的递进层次，同步试点证券发行注册制，上市首日拟不设涨跌幅限制，上市次日起涨跌幅限制为30%，投资者门槛实施适当性管理并随市场情况完善。